# Peize
Peize est un village situé dans la commune néerlandaise de Noordenveld, dans la province de Drenthe. Le 1er janvier 2008, le village comptait 5 328 habitants.
Peize était une commune indépendante jusqu'au 1er janvier 1998. À cette date, la commune fusionna avec Norg et Roden pour former la nouvelle commune de Noordenveld.

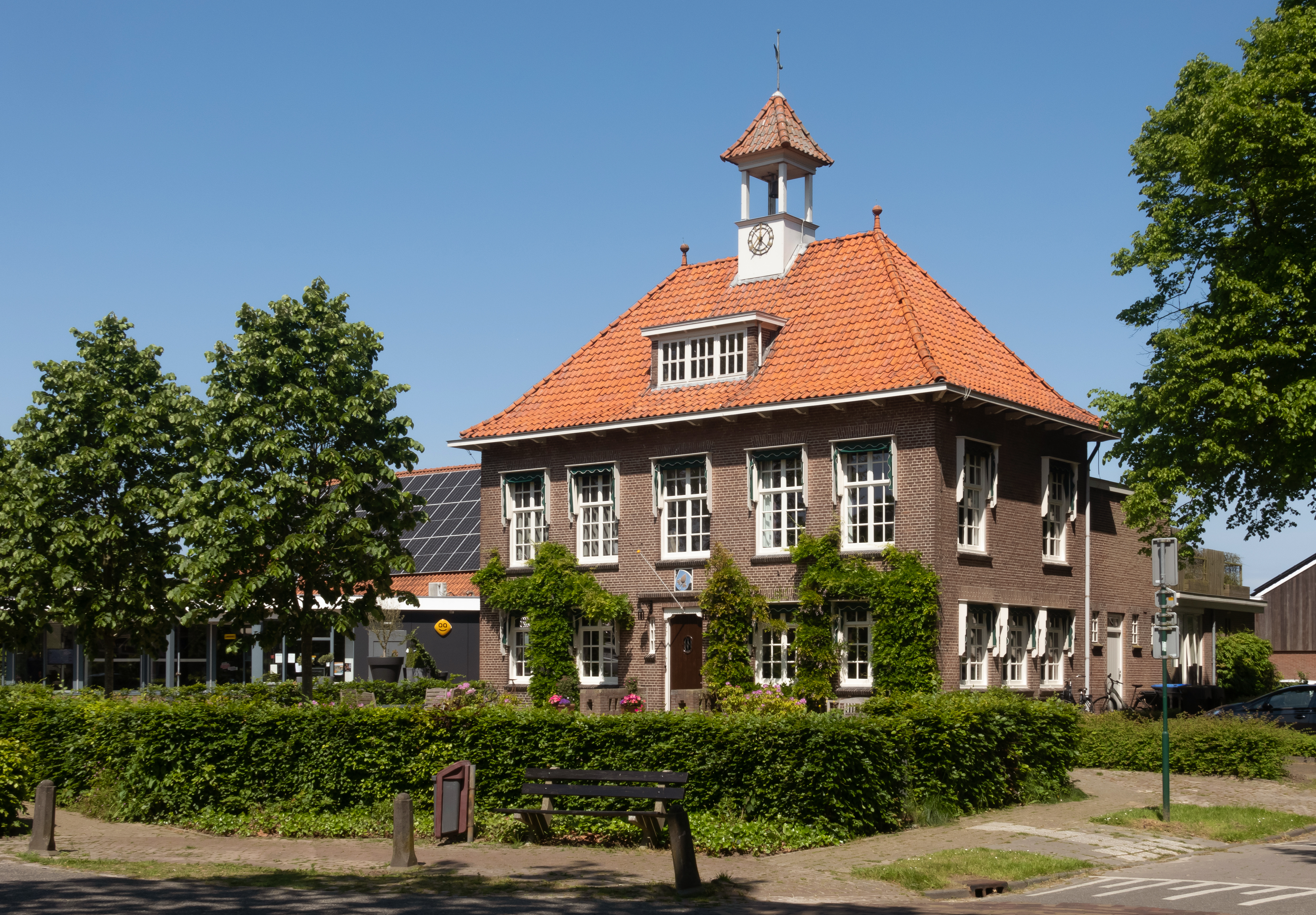
Peize, l'ancienne mairie.